# Římskokatolická farnost Spálené Poříčí
Římskokatolická farnost Spálené Poříčí je farnost vikariátu Plzeň-jih.
Farnost vznikla sloučením bývalých pěti farností:
- Spálené Poříčí
- Nové Mitrovice
- Čížkov
- Těnovice
- Číčov

## Kostely a kaple
- Kostel svatého Mikuláše (Spálené Poříčí)
- Kostel svatého Jana Nepomuckého (Nové Mitrovice)
- Kostel svatého Jana Křtitele (Čížkov)
- Kostel svatého Michaela archanděla (Dožice)
- Kostel Nanebevzetí Panny Marie (Těnovice)
- Kostel svatého Filipa a Jakuba (Číčov)
- Kaple svatého Petra a Pavla (Lipnice)
- Kaple Navštívení Panny Marie (Nechánice)
- Kaple svatého Václava (Mítov)
- Kaple svatého Václava (Chynín)
- Kaple svaté Anny (Radošice)
- Kaple svaté Anny (Planiny)

## Kněží, působící ve farnosti od 20. století
- Václav Koukl (1893–1928)
- Jindřich Šimon Baar, kaplan (1894–1895)
- Václav Davídek, katecheta (od roku 1905)
- Adolf Soukup (1930–1946)
- Jan Kozlík (1942–1949)
- Josef Jíša(1950–1973)
- Václav Málek (1973–1990)
- Vladimír Gajdušek (1990–1993)
- Robert Falkenauer (1993–1995)
- Vladimír Gajdušek (1995–2010)
- Miroslav Vančo (2010–2017)
- Janusz Romanski (2017–2021)
- Robert Bergman (od roku 2021)